# Dryobotodes uniformis
Dryobotodes uniformis là một loài bướm đêm trong họ Noctuidae.